# Dumbbell curls

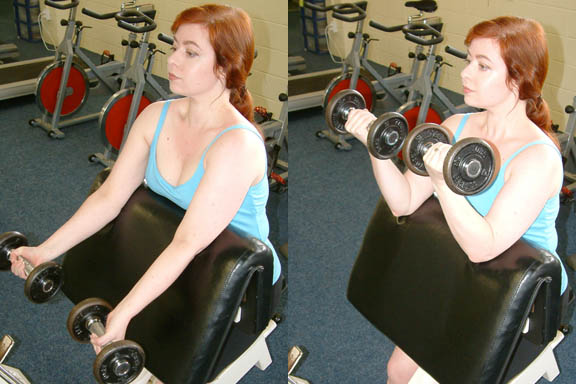
Dumbbell curls, incline (Scott curls)

Dumbbell curls is een oefening die vaak door krachtsporters zoals bij bodybuilding, powerlifting, krachttraining, fitness en andere sporten wordt gebruikt ter versterking of vergroting van vooral de biceps (musculus biceps brachii). Deze spiergroep wordt in de volksmond ook wel 'spierbal' of 'spierballen' genoemd. De Engelse term dumbbell curls wordt veelvuldig en wereldwijd gebruikt in de krachtsportwereld. Het woord curls betekent in het Engels: krullen. De oefening is een soort krullende beweging waardoor deze term is ontstaan. De oefening wordt ook vaak als "dumbell curls" geschreven, met een letter minder.

## Uitvoering en variaties
De oefening wordt uitgevoerd met één of twee korte halters (dumbbells) en er zijn vele variaties mogelijk. Zo is er de concentration curl die meestal met één arm wordt uitgevoerd en waarbij de uitvoerder van de oefening zittend zijn elleboog laat rusten op een been. 
Vooral in fitnesscentra zijn er speciale apparaten om varianten op dumbbell curls uit te voeren. Deze oefeningen zijn meer te vergelijken met barbell curls, dezelfde oefening als dumbbell curls, maar dan met een lange halter en een vastere beweging.
Het is de bedoeling dat grotendeels alleen de armen bewegen bij dumbbell curls en dat deze niet al te veel te zwaaien. Indien men andere lichaamsdelen meebeweegt omdat men niet genoeg kracht (meer) heeft om één of meerdere reps te doen, spreekt men ook wel van een cheat-rep. Onervaren beoefenaars doen dit vaak onbewust. Ervaren beoefenaars doen soms de laatste reps van een set als cheat-reps om het uiterste uit een oefening te halen als zij de oefening niet meer als normale rep (herhaling) kunnen uitvoeren.

## Ontwikkeling van de bovenarmen
De triceps, musculus triceps brachii , aan de andere zijde van de bovenarm moeten in verhouding sterker ontwikkeld zijn dan de biceps. Onervaren mensen die thuis met gewichten trainen, geven vaak de voorkeur aan dumbbell curls waardoor er een onevenwichtige spierontwikkeling in de bovenarm kan ontstaan met mogelijke blessures tot gevolg. Het is daarom aan te raden om thuis ook de triceps te trainen met oefeningen.

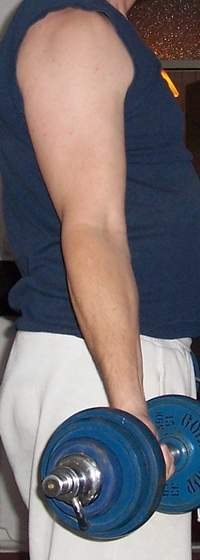
Dumbbell curls

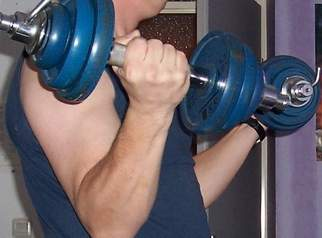
Dumbbell curls